# Alunel
L’Alunel est une danse traditionnelle roumaine et moldave originaire de la région d’Olténie, mais répandue dans les deux pays, et signifiant « le petit noisetier ». Évoquer l’Alunel est un thème récurrent car les arbres et arbustes ont, à travers les siècles, permis aux roumanophones de se cacher des envahisseurs, et qui plus est noisetier et noyer sont sources de nutriments.

## Description
Elle se danse en ligne, les danseurs se tenant par les épaules :
- Phrase A
  - temps 1-8 : pied droit à droite, rapprocher pied gauche (x 2), pied droit à droite, frapper 2 x pied gauche à côté du droit - pause
    - (Variante : même déplacement en croisant le pied gauche derrière le droit aux 2e et 4e temps)

  - temps 9-16 : idem vers la gauche, pieds et sens inversés
  - temps 17-32 : reprendre temps 1-16
- Phrase B
  - temps 1-4 : pied droit à droite, rapprocher pied gauche, pied droit à droite, frapper pied gauche à côté du droit - pause
  - temps 5-8 : idem vers la gauche, pieds et sens inversés
  - temps 9-16 : reprendre temps 1-8
- Phrase C
  - temps 1-2 : pied droit à droite, frapper pied gauche à côté du droit
  - temps 3-4 : idem vers la gauche, pieds et sens inversés
  - temps 5-8 : pied droit à droite, frapper 2 x pied gauche à côté du droit - pause
  - temps 9-16 : idem vers la gauche, pieds et sens inversés

Il existe d'autres variantes de l'alunelul, comme Alunelul copiilor (danse des enfants).